# Hans-Jörg Kühne
Hans-Jörg Kühne (* 1959) ist ein deutscher Historiker.

## Leben
Nach dem Studium der Geschichtswissenschaft, Wirtschaftswissenschaften und Soziologie an der Universität Bielefeld war er Mitarbeiter an Forschungsprojekten zum Werdegang politischer Parteien in der Bundesrepublik und zur Geschichte der Zwangsarbeit während des Zweiten Weltkriegs. 1994 wurde er an der Universität Bielefeld promoviert. In den 1990er Jahren arbeitete er beim Auf- und Ausbau der ehemaligen Wäschefabrik der Bielefelder Gebrüder Winkel zum Museum mit. Seitdem arbeitet er als freier Autor.

## Schriften (Auswahl)
- Die SPD in Ostwestfalen-Lippe nach 1945. Der Sieg der Traditionalisten (= Theorie und Forschung. Zeitgeschichte. Bd. 5). Regensburg 1995, ISBN 3-89073-788-9.
- André Kostolany. Ein Wanderprediger der Börse im 20. Jahrhundert. Düsseldorf 1999, ISBN 3-9806151-3-8.
- Kriegsbeute Arbeit. Der „Fremdarbeitereinsatz“ in der Bielefelder Wirtschaft 1939–1945. Bielefeld 2002, ISBN 3-89534-444-3.
- Herausforderung Migration. Geschichte der Beckhofsiedlung der v. Bodelschwinghschen Anstalten Bethel. Bielefeld 2008, ISBN 978-3-935972-22-2.
- Kodex Rosebud. Roman. chiliverlag, Verl 2016, ISBN 978-3-943292-40-4.